# Norra Lundby församling
Norra Lundby församling var en församling i Skara stift och i Skara kommun. Församlingen uppgick 2006 i Varnhems församling.

## Administrativ historik
Församlingen har medeltida ursprung. Före den 1 januari 1886 (ändring enligt beslut den 17 april 1885) var namnet Lundby församling.
Församlingen var till 1436 moderförsamling i pastoratet Lundby och Skärv för att därefter till 1540 vara annexförsamling i pastoratet Eggby, Öglunda, Istrum, Skärv och Lundby som även före 1452 omfattade Ölanda församling. Från 1540 till 1566 annexförsamling i pastoratet Varnhem och Lundby och därefter till 1992 vara annexförsamling i pastoratet Varnhem, Eggby, Istrum, Öglunda och (Norra) Lundby som före 1575 även omfattade Skärvs församling. Från 1992 till 2002 moderförsamling i pastoratet Varnhem, Eggby-Istrum, Öglunda och Norra Lundby. Församlingen ingick mellan 2002 och 2006 i Skara pastorat och uppgick 2006 i Varnhems församling.

## Kyrkor
- Norra Lundby kyrka